# 吉泰 (嘉庆进士)
吉泰（1801年—1860年），字晓岩，号怡斋，季氏，满洲正蓝旗人。嘉庆丙子科举人，丁丑科进士。历任广西永福县、富川县、馬平县、怀远县知县，辛卯、壬辰科广西乡试同考官，广东广州府前山军民同知，湖南永宁府知府，甘肃宁夏、西宁兵备道等职。著有《宜郁集诗稿》 3 卷。